# Altscheuer
Die Altscheuer ist ein 376,2 m ü. NHN hoher Berg im Odenwald im südhessischen Landkreis Darmstadt-Dieburg.

## Geographie

### Lage
Die Altscheuer erhebt sich im Geo-Naturpark Bergstraße-Odenwald zwischen den Tälern des Johannisbachs im Westen, des diesen aufnehmenden Rodauer Bachs im Nordwesten und des Fischbachs im Südosten. An der Südostseite ist der bewaldete Berg bis zum Gipfel Teil der Gemarkung Lichtenberg der Gemeinde Fischbachtal. Der Nordwesthang ist Teil der Gemarkung Rodau und gehört zur Stadt Groß-Bieberau. Am Bergfuß und an der Flurgrenze liegt dort der Bierbachteich, der vom höher entspringenden Bierbach durchflossen wird. In der Nähe liegende Ortschaften sind Lichtenberg im Nordosten, Billings im Tal des Fischbachs im Süden, sowie die Weiler Hütte Kernbach am südwestlichen Berghang und der Hottenbacher Hof am Fuß des Berges im Westen.
Das Gipfelplateau ist umschlossen vom Ringwall der Heuneburg, nördlich darunter liegen die großen Blöcke des Granitfelsen-Felsenmeeres Steingeröll. Etwa 500 Meter nordöstlich und etwa 150 Meter südsüdwestlich des Gipfels steht jeweils ein Sendemast.

### Geologie
Die Altscheuer gehört zur Flasergranitoidzone im Kristallinen Odenwald. Der bewaldete Berg ist Teil des Natura2000-Gebiets Buchenwälder des Vorderen Odenwaldes. An seinem Nordwesthang liegt das geologische Naturdenkmal Granitfelsen-Felsenmeer Steingeröll.

### Naturräumliche Zuordnung
Die Altscheuer gehört in der naturräumlichen Haupteinheitengruppe Odenwald, Spessart und Südrhön (Nr. 14) und in der Haupteinheit Vorderer Odenwald („Kristalliner Odenwald“, 145) zur Untereinheit Neunkircher-Höh-Odenwald (145.6).

## Verkehr und Wandern
Der Gipfel der Altscheuer ist nur über Wirtschafts- und Wanderwege erreichbar.
- Die Altscheuer liegt am Main-Stromberg-Weg, einem 170 km langen Hauptwanderweg des Odenwaldklubs, der auf seiner 3. Etappe von Lichtenberg kommend über den Gipfel und weiter in Richtung Lützelbach verläuft.[2]
- Ebenfalls über den Gipfel führt der St-Jost-Pilgerweg, der als 21,6 km langer Rundwanderweg von Fischbachtal bis zur Neunkircher Höhe und zurück verläuft.[3]
- An der Nordflanke des Berges verläuft nahe dem Bierbachteich der Alemannenweg, der auf seiner 5. Etappe von der  Burg Frankenstein kommend durch Lichtenberg nach Niedernhausen führt.[4]

## Bildergalerie

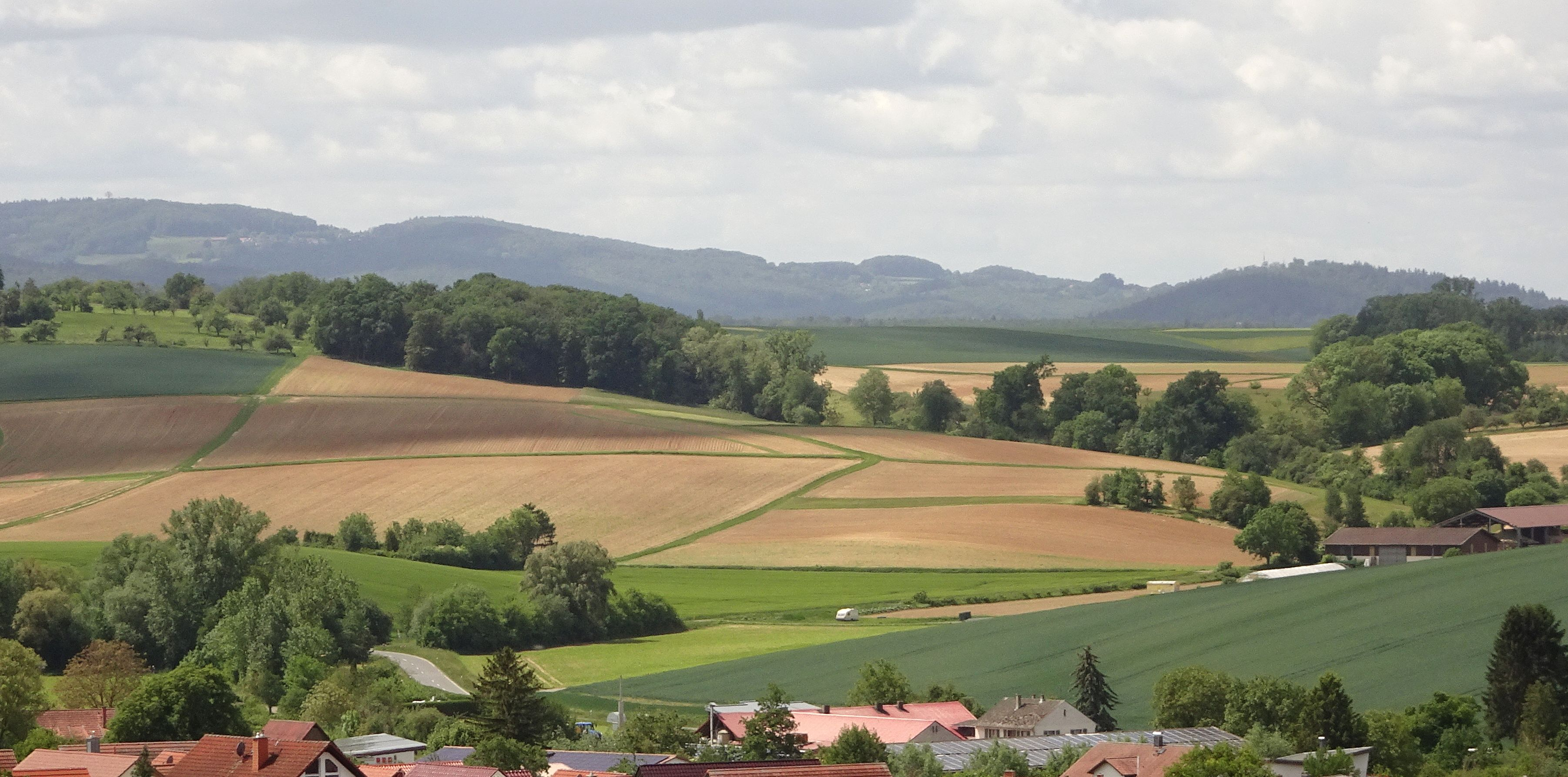
Altscheuer (im Hintergrund rechts, 2020)
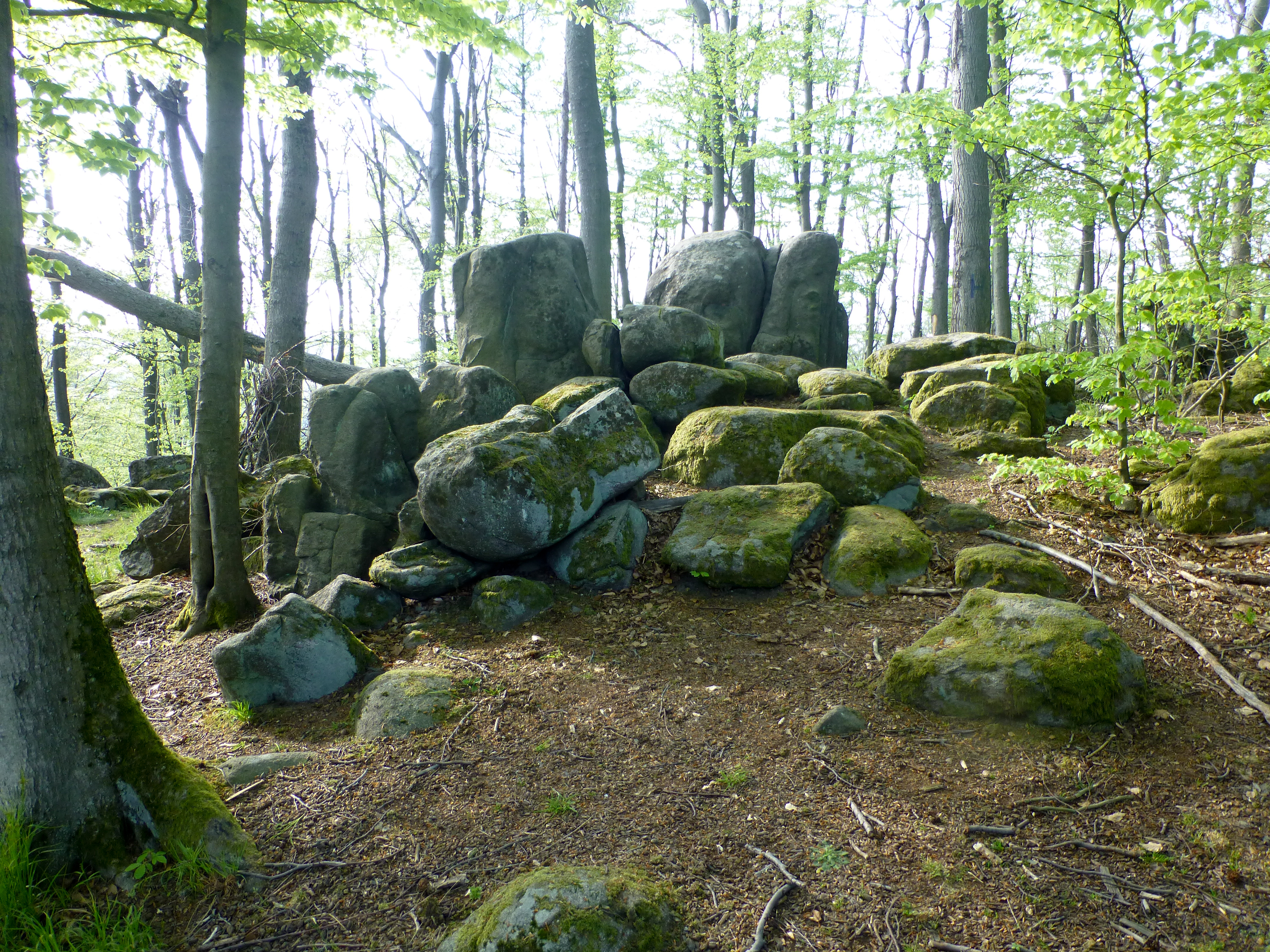
Felsgruppe bei der Heuneburg (2020)
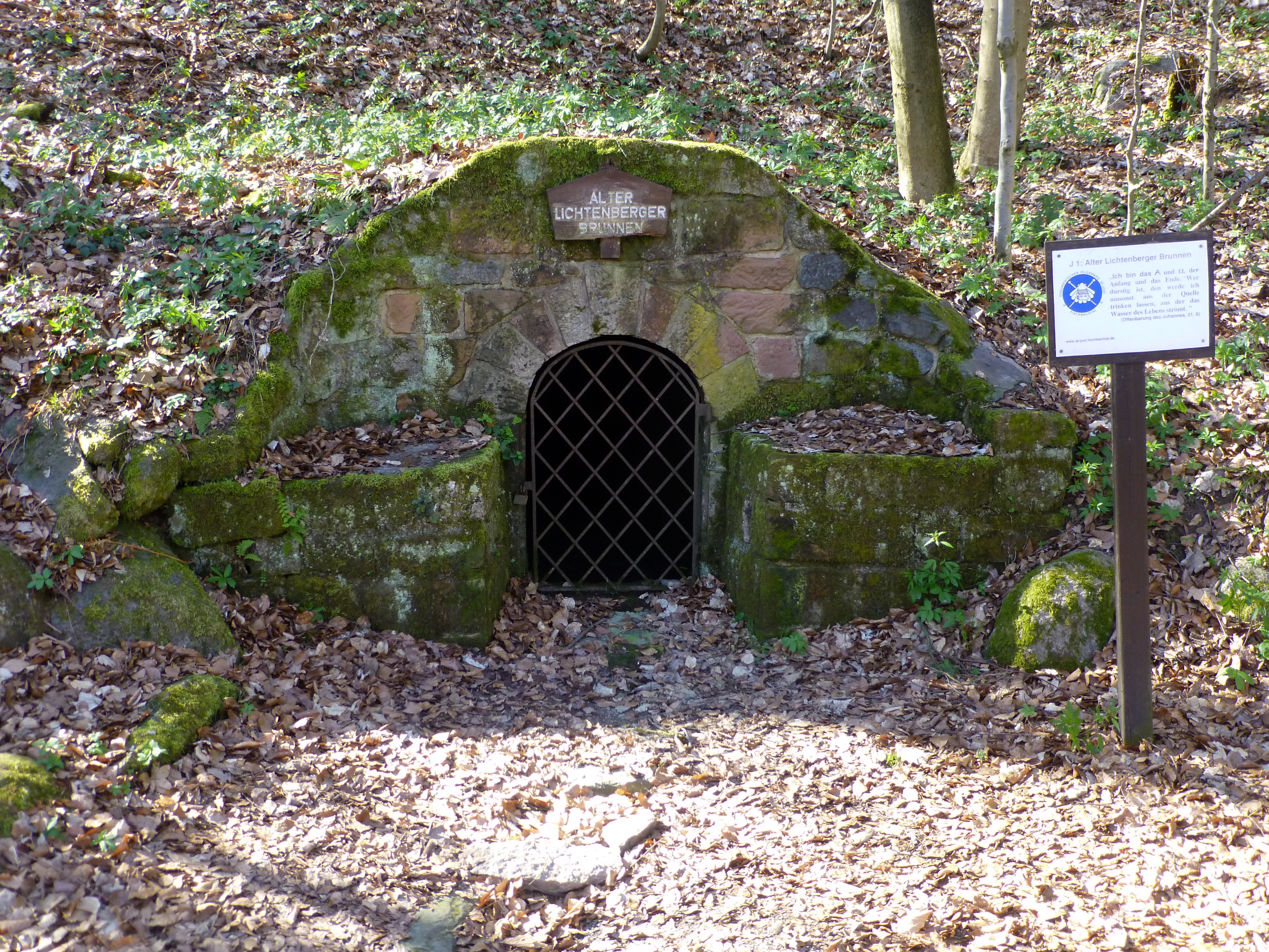
Alter Lichtenberger Brunnen (2020)